# Saatlı
Saatlı – miasto w południowym Azerbejdżanie, stolica rejonu Saatlı. Populacja wynosi 20,4 tys. (2022).